# Ременезуб атлантичний
Ременезуб атлантичний або Кит Совербі (Mesoplodon bidens) — кит з роду Ременезуб, родини Дзьоборилові. Має розміри від 4 до 6 метрів. Зуби в порівнянні з іншими ремнезубами зміщені назад і сильно сплощені — їхня ширина в 3–4 рази більше товщини. Коронки зубів мають трикутну форму. Саме цей вид ремнезубів найчастіше зустрічається у Північній Атлантиці та Середземному морі. Живе зазвичай поодинці чи парами, харчується кальмарами.